# Новий міст через Дніпро та Старий Дніпро (Запоріжжя)
Новий міст через Дніпро та Старий Дніпро — споруджуваний та частково відкритий автомобільний мостовий перехід у Запоріжжі. Генпроектувальник мостового переходу — АТЗТ «Київсоюзшляхпроект», Київ. Головний інженер проекту — Іван Панасюк, головний архітектор проекту — Олег Заварзін, інженер-конструктор мостових споруд — Михайло Корнієв, інженер-конструктор наземних естакад — Ольга Сєргєєва, інженер електротехнічного забезпечення — Леонід Етніс. Офіційна назва — Під'їзд до о. Хортиця (автотранспортна магістраль через р. Дніпро у м. Запоріжжі).

## Параметри
Складається із двох мостів та автомагістралі безперервного руху завдовжки 9,1 км, що складається з шести транспортних розв'язок та 27-ми штучних споруд, частиною яких є два позакласні мости з окремими спорудами під кожний напрямок руху. Будівництво розпочате 30 серпня 2004 року. Перспективний план введення в експлуатацію першої черги — 2021 рік. Вартість будівництва раніше становила $460 млн, станом на 2020 рік загальна вартість проєкту оцінюється у 11,9 млрд ₴ (з ПДВ).
Висота найвищого пілону мосту становитиме 151 метрів, що зробить запорізький міст найвищим в Україні.
Окрім цього мосту, на території Запорізької області розташовано лише два переходи через Дніпро, обидва в Запоріжжі — гребля ДніпроГЕС та мости Преображенського. Найближча альтернативна переправа — Південний міст у Дніпрі.

## Історія та хронологія будівництва
Початково проєкт будівництва мостового переходу, який сполучив би лівий і правий береги річки Дніпро через острів Хортиця, було внесено до Генерального плану міста на 1965—1985 роки.
1980 року «Союздорпроєкт» та інститут «Дніпроград» розробили техніко-економічне обґрунтування нового мостового переходу, проте реалізувати його в XII п'ятирічку не вдалося, оскільки зазначений проєкт був відхилений через екологічну загрозу острову Хортиця.
1987 року проєктування мосту все-таки було схвалене Радою міністрів СРСР. Передбачалося, що автомагістраль проляже поруч із мостами Преображенського й перетне острів Хортицю у її південній частині.
Уже за часи незалежності України, у 1997 році, Запорізька міська рада ухвалила концепцію перспективного розвитку міста, яка передбачала трасу з мостами через річку Дніпро в районі острова Хортиця.
2003 року техніко-економічне обґрунтування проєкту ухвалив Кабінет Міністрів України, згідно якого загальна довжина автомагістралі мала скласти 9,1 км, з яких 660 м становила би протяжність мосту через Дніпро (між лівим берегом і Хортицею) та 260 м — через Старий Дніпро (між Хортицею й правим берегом). Згідно цього проєкту мости з автомагістраллю мали добудувати до 2010 року, а вартість будівництва мала скласти 1,9 млрд ₴ ($356 млн).
30 серпня 2004 року розпочалося будівництво мосту. Міський голова Запоріжжя Євген Карташов привітав підрядників з першим робочим днем на будівництві і сам забив перший кілок на місці, де була встановлена перша мостова опора.
2010 року, через 6 років після старту будівництва, уряд ухвалив поправки до проєкту, збільшивши заплановану протяжність мосту через Старий Дніпро на 80 м. В новому проєкті дату введення в експлуатацію перенесли на 2013 рік, а вартість будівництва збільшили до 5,3 млрд ₴ ($664 млн).
Станом на 2014 рік, коли будівництво мостів зупинилося через скасування фінансування, було зведено 118 метрів конструкції без основи під дорожнє покриття. До цього моменту, впродовж 2004—2013 років на будівництво мостів вже було витрачено 2,4 млрд ₴ (понад $300 млн).
2015 року вартість проєкту оцінювалася у 6,6 млрд ₴ ($302 млн)). Вже за рік реалізація проєкту відновилася: будівництво нового мосту в Запоріжжі було профінансоване на ₴250 млн ($9,8 млн).
Будівельні роботи було поновлено також 2016 року, коли було досягнуто домовленості про спільне фінансування робіт із державного та місцевого бюджетів. Того ж року прем'єр-міністр України Володимир Гройсман пообіцяв щорічно надавати півмільярда гривень із держбюджету на зведення мостів у Запоріжжі під час робочого візиту до Запоріжжя 12 жовтня 2016 року.
Станом на 10 березня 2017 року було побудовано 213 метрів переходу через Старий Дніпро. Всього на будівництво було витрачено 2,65 млрд ₴ (понад $310 млн).
Наприкінці 2017 року практично всі роботи на будівництві мостів були припинені, відповідно до припису Державної архітектурно-будівельної інспекції України, через невідповідності в проєктних документах. Тим часом документація проходила необхідні експертизи і погодження.
19 лютого 2018 року правий берег Запоріжжя та острів Хортицю сполучили 450 м металевої конструкції мосту — основи майбутньої магістралі.
11 листопада 2018 року на острові Хортиця, на естакаді недобудованого мосту через Дніпро, що веде з Хортиці на лівий берег Дніпра, відбулася акція за продовження будівництва нових мостів у місті. Захід пройшов у вигляді музичного флешмобу, під час якого декілька сотень запорожців заспівали пісню «Океану Ельзи». До акції долучились як професійні музиканти, так і пересічні городяни.
30 серпня 2019 року на недобудованих мостах через Дніпро відбулася акція, присвячена 15-річчю початку зведення мостових переходів. Активісти встановили на лівобережній частині недобудови пам'ятний знак з датою закладки мостів та інформацією про їхнє зведення і зверненням до чинної влади з вимогою завершити будівництво.
21 жовтня 2019 року Державне агентство автомобільних доріг України та китайська компанія «China Road and Bridge Corporation» (CRBC) уклали Меморандум про співпрацю, метою якого є будівництво мостового переходу через річку Дніпро в Запоріжжі.
7 листопада 2019 року до Запоріжжя з робочим візитом прибув прем'єр-міністр України Олексій Гончарук, у ході якого відвідав недобудовані мости та повідомив, що для початку будівельних робіт вже є 1,2 млрд ₴. За його словами, мости можуть побудувати за 2-3 роки.
На 26 листопада 2019 року було заплановано оголосити тендерні процедури. Після проведення аукціону планувалося укласти договір з переможцем тендеру, а вже наприкінці січня — початку лютого 2020 року повинен був визначений генеральний підрядник і з початком будівельного сезону мали розпочатися подальші роботи щодо будівництва мостів.

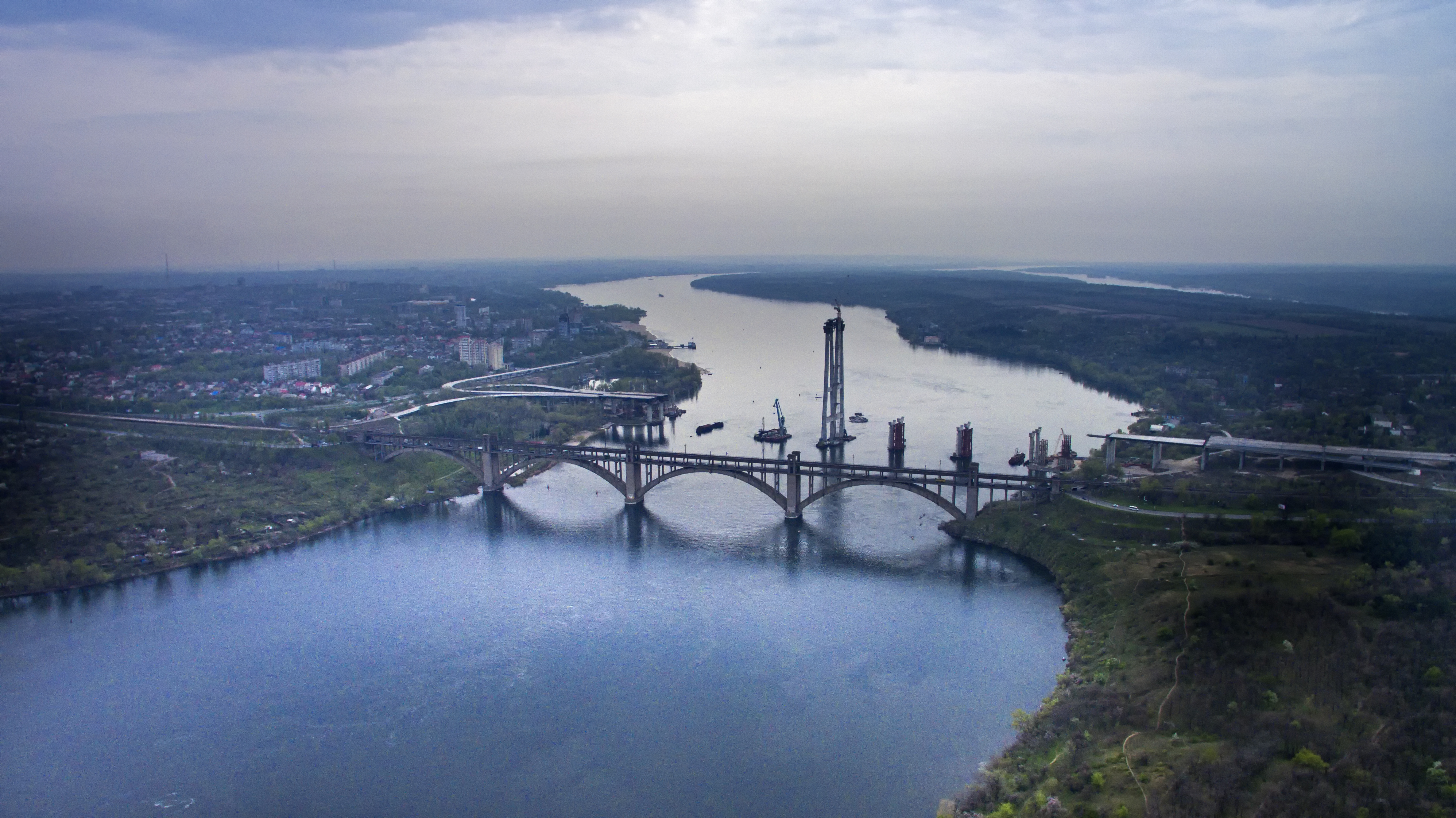
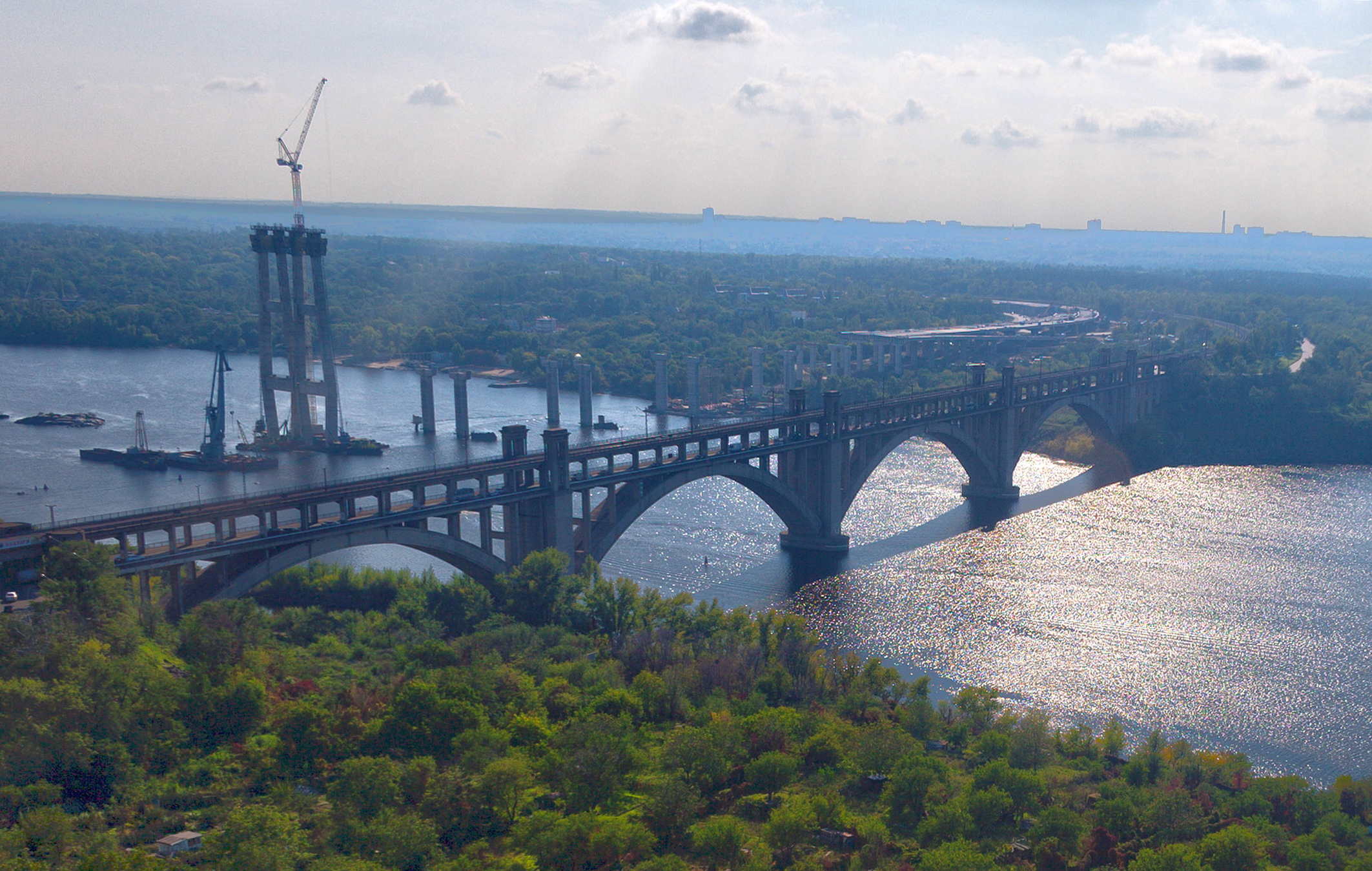
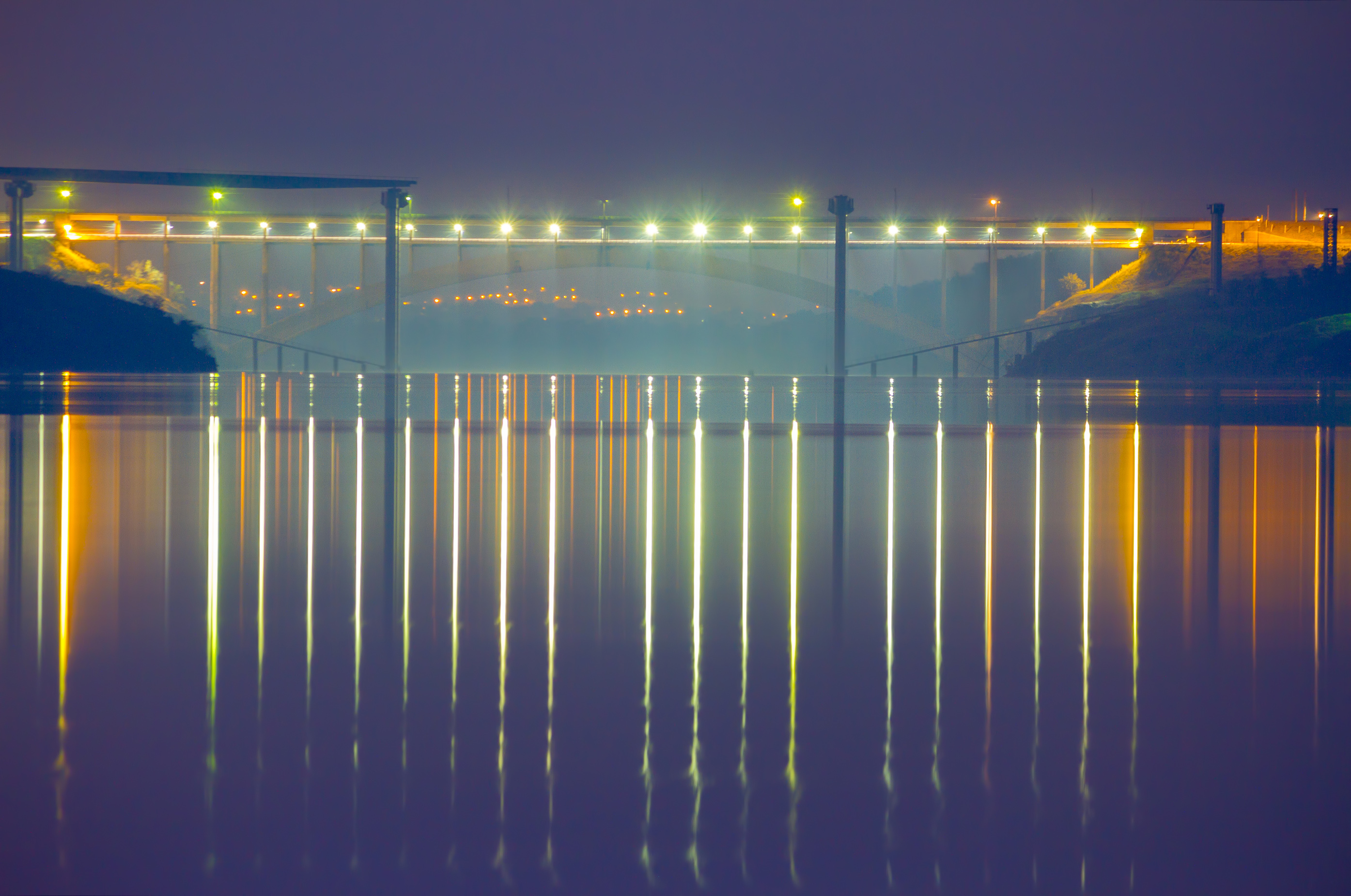

Міністерство інфраструктури України оцінило добудову запорізьких мостів у 12 млрд ₴. На першу чергу потрібно виділити 5 млрд ₴, китайська компанія планує інвестувати $550 млн. Керівник обласної служби автомобільних доріг Андрій Івко заявив, що будівництво може стартувати у 2020 році.
27 грудня 2019 року, під час свого річного звіту, мер Запоріжжя Володимир Буряк повідомив, що будівництво мостів у 2020 році відновиться, при цьому не факт, що це буде навесні 2020 року.
Наступний аукціон був призначений на 31 січня 2020 року. Після, на сайті «Prozorro», повідомлялося, що термін подачі подовжили до 31 грудня 2019 року, а сам аукціон перенесли на 5 лютого 2020 року.
Служба автодоріг у Запорізькій області внесла зміни в терміни про подання тендерної документації на підставі скарг, поданих до Антимонопольного комітету України ТОВ «ЕкоБудТрейд». Компанія порахувала, що замовник послуги — Служба автомобільних доріг у Запорізькій області, порушила законодавство в сфері державних закупівель. Розглянувши всі питання, викладені у скаргах, які практично дублюють один одного, Антимонопольний комітет виніс вердикт про необхідність внесення змін до деяких позицій проєктної документації.
Наприкінці 2019 року на будівництво мостів було виділено 750 млн ₴, які перейшли на 2020 рік, а також заплановано виділити обіцяні 500 млн ₴ у цьому ж році. Станом на 2020 рік мінімум, на який заплановано на продовження будівництва складає приблизно 1,25 млрд ₴. Для виділення коштів необхідно обрати підрядника, який приступить до виконання будівельних робіт, тож потім активізується фінансування.
У межах національної програми «Велике будівництво», ініційованої Президентом України Володимиром Зеленським, у 2020 році будівництво запорізьких мостів було відновлено.
Згідно з інформацією, розміщеною на сайті електронного сервісу торгів «Prozorro» наступний аукціон призначений на 4 лютого 2020 року. Закупівля робіт з будівництва автотранспортної магістралі через річку Дніпро в місті Запоріжжя (перша черга будівництва) запланована на загальну суму 12 340 694 530,00 ₴ з ПДВ. Сума тендерного забезпечення — 61 703 472,65 ₴. Розмір мінімального кроку зниження ціни — 61 703 472,65 ₴. Компанія-переможець повинна завершити будівництво до 31 грудня 2023 року.
21 лютого 2020 року на сайті електронних торгів «Prozorro» відбувся аукціон, який виграла турецька компанія «Onur Taahhut Tasimacilik İnsaat Ticaret Ve Sanayi Anonim Sirketi». Остаточна пропозиція компанії-переможця — 11 918 000 000,00 ₴. 10 квітня 2020 року Державна архітектурно-будівельна інспекція України надала дозвіл на початок будівельних робіт.
13 грудня 2020 року відбулося випробування мостового переходу, споруди № 5 (балкового мосту), що веде з острова Хортиця до Хортицького району через річку Старий Дніпро. Випробування контролювали дві групи геодезистів — від підрядної організації ТОВ «ОНУР ТААХХУТ» та від незалежного технічного нагляду австрійської компанії «1C-Consulenten». За результатами випробовування від ТДВ «Інститут Дніпродіпротранс» отримано технічний звіт 301-АМ-20/1-В-ТЗ-С5в, що допустимі показники просідання споруди № 5 знаходяться у межах державних будівельних норм. На першому етапі випробувань по проїжджій частині мосту проїхали 6 вантажівок, вагою по 36 тон кожна. Вони зупинялись у контрольних точках для проведення замірів. На другому етапі випробувань на міст виїхали 8 вантажівок, вимірювалося навантаження у статиці. Показник прогину крайніх прогонів становило 11 мм, при допустимих 12 мм, середніх — 8 мм, при допустимих 9 мм.
|  | «Просідання під навантаженням відбулось суто в межах державних будівельних норм. Розбіжність не перевищує помилки вимірювання. Успішні випробовування дозволяють вже у грудні відкрити перший проїзд на мосту з Бабурки на Хортицю», — прокоментував результати випробувань керівник Державного агентства автомобільних доріг Олександр Кубраков. |

Раніше, до 15 грудня 2020 року, анонсувалося відкриття першої черги мостового переходу зі сторони Хортицького району на острів Хортиця, а саме односторонній рух автотранспорту на одному з побудованих шляхопроводів, але відкриття автомобільного руху однією смугою цієї частини магістралі, що дозволить розвантажити мости Преображенського, перенесено на кінець грудня 2020 року.

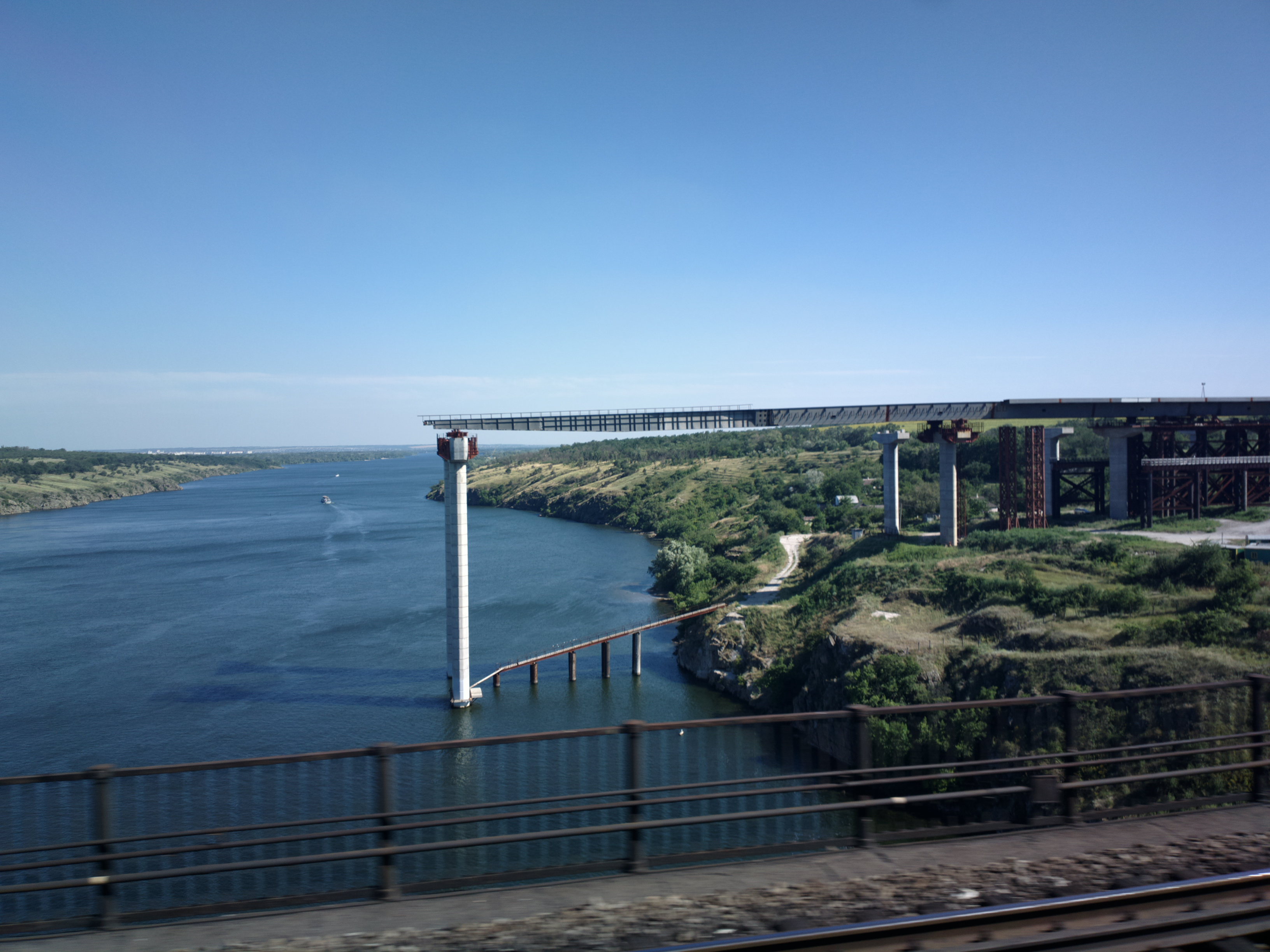
Будівництво балкового мосту через річку Старий Дніпро

6 січня 2021 року до Запоріжжя прибув плавучий кран «Захарій», який залучений для транспортування секцій моста від майданчика збору в районі Кривої бухти. Всього заплановано транспортувати 6 секцій, загальною вагою 4334 тони для монтажу секцій прогонової будови споруди № 10 (вантового моста). Плавучий кран «Захарій» — 148-метрова машина для будівництва мостів через Дніпро і Старий Дніпро, з 2017 року працював в Туреччині.
18 березня 2021 року на запит до «Укравтодору» від запорізького журналіста Богдана Василенка надійшла відповідь про якість вантів, на яких фактично буде триматися конструкція вантового мосту, що будується в Запоріжжі. Виявилося, інформація про перевірку (тестування) якості вантових канатів — «комерційна таємниця». Замовник засекретив інформацію при тому, що збирається прийняти об'єкт у серпні, до 30-річчя Незалежності України.
25 квітня 2021 року почали монтувати перший прогін вантового моста через Дніпро. Весь прогін, який складається з 6 секцій, було заплановано змонтувати на початку травня. За допомогою плавучого крану LK-800 «Захарій» змонтована перша секція на тимчасові опори. Вага однієї секції — 720 тон, довжина — 84 м.
6 травня 2021 року плавучий кран Lifting LK-800 «Захарій» під час виконання робіт натрапив на підводну скелю, в результаті чого у нього було пошкоджено днище. Кран тимчасово призупинив свою роботу з будівництва вантового моста.

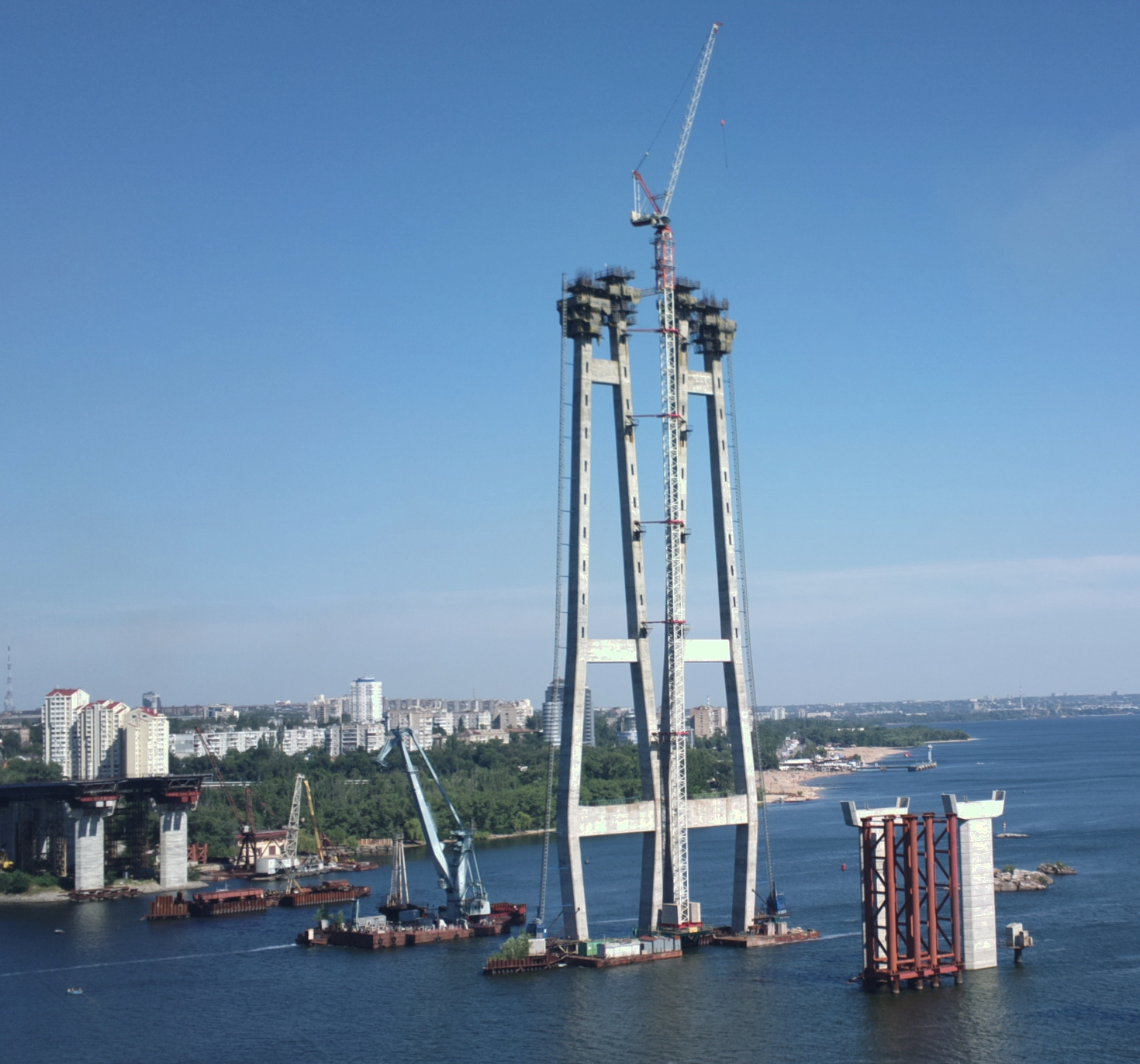
Будівництво вантового мосту, 2015 р.

21 липня 2021 року до Запоріжжя доставили першу партію нових вант для низової частини вантового моста. Нові ванти виробництва швейцарської компанії «Fatzer AG», яка спеціалізується на виготовленні сталевих тросів.
26 липня 2021 року плавучий кран «Захарій» встановив п'яту секцію мостової балки вагою 504 тон — найлегшу з усіх секцій, які вже були встановлені на верхову частину моста, а вже 28 липня 2021 року завершено монтаж останньої шостої секції вагою близько 700 тон і довжиною 80 метрів верхової гілки вантового моста з лівого берега річки Дніпро на острів Хортиця. Загалом було змонтовано 660 метрів верхової частини моста.
10 серпня 2021 року мостобудівники приступили до бетонування пілонів вантового мосту. Після завершення робіт міст стане найвищим в Україні — проєктна висота пілонів становить 166 метрів. У бетонуванні пілонів задіяний кран «Terex», висота якого становить близько 190 метрів.

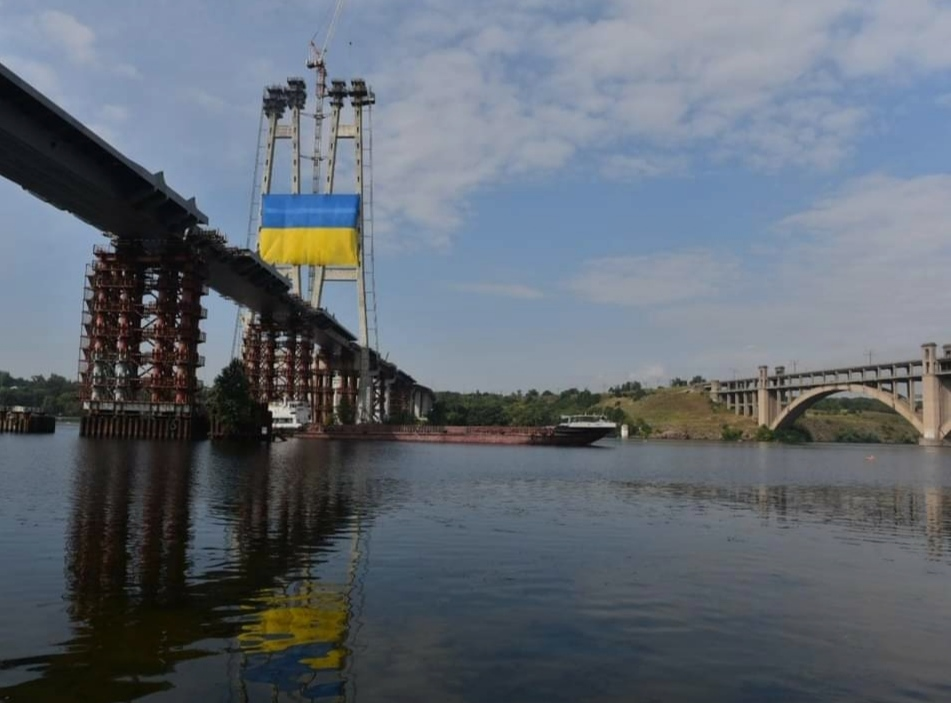
Державний Прапор України на вантовому мосту до Дня Незалежності, встановлений 22 серпня 2021 року

22 серпня 2021 року напередодні Дня Державного Прапора та з нагоди 30-річчя Незалежності України, вантовий міст в Запоріжжі замайорів величезним синьо-жовтим прапором, розмір якого складає 41х30 метрів. 23 серпня 2021 року, ввечері, через пориви вітру прапор почав рватися і до темряви його вже взагалі не було на мосту.
5 жовтня 2021 року Служба автомобільних доріг в Запорізькій області організувала проведення громадських обговорень щодо присвоєння балковому мосту в Запоріжжі імені колишнього заступника начальника запорізької Служби автомобільних доріг Олександра Шандиби, який керував будівництвом цього мосту. На його рахунку безліч побудованих мостів та штучних споруд по всій Україні. Перший міст він побудував ще у 1988 році. Весь досвід, який був придбаний в попередні роки, став вкрай необхідним для будівництва автотранспортної магістралі у Запоріжжі. Завдяки Олександру Шандибі була введена заміна монтажних стиків арматури на муфтові з'єднання поздовжньої арматури з конічною різьбою за технологію LENTON, що значно скоротило терміни зведення пілонів. Під безпосереднім його супроводом скорочені терміни пристрою капітальних опор споруд майбутньої магістралі, залізобетонних монолітних плит проїзду. На будівництві мосту через річку Старий Дніпро для буріння в скельних породах вперше в Україні застосовано мультимолот фірми «BAUER».
Станом на 6 жовтня 2021 року об'єднані всі секції верхової частини споруди № 10 (першого вантового мосту), що сполучили два береги річки Дніпро, також тривають роботи щодо монтажу вант.
30 жовтня 2021 року розпочався монтаж перших вант на верховій споруді № 10. Таким чином мостобудівники запланували монтаж по три ванти на день під наглядом геодезистів.
2 грудня 2021 року на споруді № 10 автотранспортної магістралі через Дніпро у місті Запоріжжі відбулася історична подія — змонтовано всі 48 вантових канатів. Останній, як і попередні три, найдовші. Довжина їх, закріплених на найвищі вуха, 220 метрів, вага — 12,65 тонн. Монтаж останнього вантового каната зайняв близько двох годин. Спочатку ванта, за допомогою крана «TEREX», була заведена у монтажний відсік пілону, потім другий кінець був закріплений до вуха прогонової будови мосту.
У грудні 2021 року служба автомобільних доріг України презентувала проєкт архітектурного прикрашання пілону, вант та інших елементів мосту сучасною та яскравою LED–підсвіткою у національному стилі.
16 грудня 2021 року, після завершення будівельних та дорожніх робіт на підходах до вантового мосту, що входить до складу автотранспортної магістралі через річку Дніпро, проведені дослідження тримкості здатності конструкцій. Експериментальні дослідження несної здатності конструкцій споруд № 13 та № 14 проводились за участі інженерів та геодезистів генпідрядної організації — компанії «Онур», а також експертів державного підприємства «ДерждорНДІ», які здійснюють науково-технічний супровід будівництва.
17 грудня 2021 року мостобудівники змонтували останню секцію низової частини вантового мосту, що монтується з води. Несамохідний плавучий кран LK-800 «Захарій» доставив секцію з будівельного майданчику № 1, що в районі Кривої бухти, до споруди № 10 (вантовий міст) автотранспортної магістралі через річку Дніпро. Це була остання робота крану LK-800 Захарій" на запорізьких мостах.
22 грудня 2021 року стало відомо, що проїзд вантовим мостом буде відкрито на початку 2022 року.
На початку січня 2022 року мостобудівники розпочали передостанній етап робіт — монтаж деформаційних швів. Вони призначені для вільного переміщення прогонових будов у місцях з'єднання споруд (плити проїзної частини). Шви забезпечують плавний проїзд автомобільного транспорту. Деформаційні шви MAURER DS560 німецького виробництва в Україні застосовуються вперше. Унікальність цих конструкцій полягає в тому, що вони здатні приймати поздовжні, поперечні та вертикальні переміщення від навантаження транспорту та температури. Усього передбачено змонтували два таких деформаційних швів, вагою 16,750 тонн кожен. Один з боку лівого берега — на місці з'єднання споруди № 10 з 11 спорудою, інший — з боку острова Хортиця, де прогінна будова мосту з'єднується із спорудою № 9.
12 січня 2022 року оприлюднено документ про дату відкриття проїзду автотранспорту верховою частиною вантового мосту — 22 січня 2022 року, у День соборності України.
18 січня 2022 року вантовий міст пройшов перевірку на міцність.

## Відкриття
24 грудня 2020 року було відкрито автомобільний рух однією смугою на балковому мосту (споруда № 5), що веде з Хортицького району до острова Хортиці, через річку Старий Дніпро. У зв'язку з відкриттям проїзду верхової частиною балкового мосту, для автотранспорту в Запоріжжі представили нову схему руху. На новому балковому мосту і мосту Преображенського рух став одностороннім.
22 січня 2022 року, у День Соборності України, перша частина вантового мосту була відкрита за участі президента України Володимира Зеленського. Рух автотранспорту розпочався о 16:00 за київським часом.
Після закінчення будівництва вантовий міст через річку Дніпро в Запоріжжі стане восьмим за висотою в Європі (станом на серпень 2021 р.) і першим в Україні,.
Згідно з договором, генпідрядник повинен завершити роботи по об'єкту «Будівництво автотранспортної магістралі через річку Дніпро в місті Запоріжжі» (автошлях Н08 Бориспіль — Дніпро — Запоріжжя — Маріуполь «під'їзд до острова Хортиця (автотранспортна магістраль через річку Дніпро у м. Запоріжжя)» (перша черга будівництва) до 31 грудня 2023 року. Загалом будівництво нових запорізьких мостів планують завершити впродовж 4 років, але щоб встигнути завершити роботи за два, а не за чотири роки, як це визначено контрактом, підрядник одночасно працює на кількох об'єктах мега-будівництва.
За контрактом мости повинні бути побудовані до 2024 року. За повідомленням заступника керівника «Укравтодору» Андрія Івка, у зв'язку зі стабільним фінансуванням роботи планується завершити раніше, наприкінці 2022 року.